# (16037) Sheehan
(16037) Sheehan est un astéroïde de la ceinture principale.

## Description
(16037) Sheehan est un astéroïde de la ceinture principale. Il fut découvert le 10 avril 1999 à la station Anderson Mesa par le programme LONEOS. Il présente une orbite caractérisée par un demi-grand axe de 3,23 UA, une excentricité de 0,05 et une inclinaison de 15,3° par rapport à l'écliptique.

## Compléments